# Stojan Mihajlovski
 Der er for få eller ingen kildehenvisninger i denne artikel, hvilket er et problem. Du kan hjælpe ved at angive troværdige kilder til de påstande, som fremføres i artiklen.

Stojan Nikolov Mihajlovski (født 7. januar 1856 i Elena, Bulgarien, død 3. august 1927 i Sofia, Bulgarien) var en af de mest betydningsfulde bulgarske fabelforfattere og satirikere. Hans aktive deltagelse i samfundslivet i Bulgarien kendetegnes af manglende sammenhæng og mange modsætninger, hvilket kommer til udtryk i hans værker. Han udgav digtsamlingerne Jernstrenge ('Железни струни'), Filosofiske og satiriske sonetter o.a. Et af satirikeren Mihajlovskis største værker er det juvenale poem Det bulgarske folks bog ('Книга за българския народ'). Blandt hans mest betydningsfulde værker medregnes tillige Ot razvala kăm provala, Prolog til trællenes bog ('Пролог към книга на робите'), Skærsliberen ('Точиларят'). Mihajlovski er desuden forfatter til den kendte hymne Kiril i Metodij ('Химн на Кирил и Методий'), der synges på alle bulgarske uddannelsesinstitutioner, især på Skt. Kyril og Metods dag.